# Ислас Мальвинас (стадион)
Ислас Мальвинас (исп. Estadio Islas Malvinas) — стадион, находящийся в городе Буэнос-Айрес, столице Аргентины. Он располагается в районе Монте-Кастро на пересечении улиц Альварес Хонте и Лопе де Вега на границе с районом Вилья-Луро.
Стадион служит домашней ареной для футбольного клуба «Олл Бойз» с 1963 года. На 2014 год вместимость стадиона составляет 12 199 зрителей.
10 ноября 1959 года согласно закону №14934, принятым правительством Аргентины, клубу «Олл Бойз» был выделен участок земли для строительства собственного стадиона. 28 сентября 1963 года «Ислас Мальвинас» был открыт товарищеским матчем, в котором «Олл Бойз» уверенно одолели команду «Депортиво Риестра». Первоначально стадион включал 2 трибуны, к концу 1980-х годов в результате дополнительных работ его вместимость составила 12 000 зрителей. В середине 2000-х годов «Ислас Мальвинас» реконструировался, в 2008 году была открыта новая система освещения, благодаря которой «Олл Бойз» получили возможность играть матчи и в тёмное время суток, которой до этого не было.
Название стадиона «Ислас Мальвинас» связано с претензиями Аргентины на Фолклендские (Мальвинские) острова. Сам же клуб тесно связан с ветеранами Фолклендской войны и организациями их представляющих.
На «Ислас Мальвинас» также проводятся музыкальные концерты. В основном, выступают аргентинские исполнители и группы. 15 ноября 2005 и 28 ноября 2009 года здесь провёл свои концерты известный французский музыкант испанского происхождения Ману Чао.